# Zawierciański
Zawierciański là một huyện thuộc tỉnh Śląskie của Ba Lan. Huyện có diện tích 1003 km². Đến ngày 1 tháng 1 năm 2011, dân số của huyện là 122209 người và mật độ 122 người/km².